# Mortoniodendron ruizii
Mortoniodendron ruizii är en malvaväxtart som beskrevs av Faustino Miranda. Mortoniodendron ruizii ingår i släktet Mortoniodendron och familjen malvaväxter. Inga underarter finns listade i Catalogue of Life.